# Estado de Lagos
El estado de Lagos es una región administrativa de Nigeria, situada en la parte sudoeste del país. Es el más pequeño de los estados de Nigeria, es el segundo más poblado después del estado de Kano, y posiblemente económicamente el estado más importante del país, que contiene a Lagos, el área urbana más grande de la nación y una de las importantes de todo el continente.

## Localidades con población en marzo de 2016
- Agege 635,900
- Ajeromi-Ifelodun 946,500
- Alimosho 1,817,200
- Amuwo-Odofin 453,000
- Apapa 307,100
- Badagry 327,400
- Epe 250,300
- Eti-Osa 390,800
- Ibeju/Lekki 162,200
- Ifako-Ijaye 589,000
- Ikeja 437,400
- Ikorodu 727,000
- Kosofe 940,300
- Lagos Island 292,900
- Lagos Mainland 449,900
- Mushin 870,100
- Ojo 838,900
- Oshodi-Isolo 866,300
- Shomolu 555,800
- Surulere 692,500

## Historia
El estado de Lagos fue creado el 27 de mayo de 1967 por decisión del gobierno, mediante el decreto N º 14 de 1967, que reestructuró la Federación de Nigeria en 12 estados. Antes de esto, la municipalidad de Lagos había sido administrada por el Gobierno Federal a través del Ministerio Federal de Asuntos de Lagos como la autoridad regional, mientras que el Ayuntamiento de Lagos (LCC) gobernó la ciudad de Lagos. Igualmente, las áreas metropolitanas (Colony Province) de Ikeja, Agege, Mushin, Ikorodu, Epe y Badagry fueron administradas por la Región Occidental. El Estado despegó como una entidad administrativa el 11 de abril de 1968 con la isla de Lagos al servicio de la doble función de ser el Estado y Capital Federal. Sin embargo, con la creación del Territorio de la Capital Federal de Abuya en 1976, la isla de Lagos dejó de ser la capital del Estado, que se trasladó a Ikeja. Igualmente, con el traslado formal de la sede del Gobierno Federal a Abuya el 12 de diciembre de 1991, la isla de Lagos dejó de ser la capital política de Nigeria. No obstante, Lagos sigue siendo el centro económico y comercial del país.